# L'Islet (L'Islet-Station)
Pour les articles homonymes, voir L'Islet.
L’Islet est une ancienne ville du Québec (Canada). Cette ville fait aujourd’hui partie de la municipalité de L'Islet. Aujourd'hui, on utilise souvent le nom de L’Islet-Station (l’ancien nom de l’ancienne ville de L’Islet) pour désigner la partie de la municipalité de L'Islet qui se trouve sur le territoire de l’ancienne ville de L’Islet.

## Histoire
En 1855, peu de temps après l'abolition du régime seigneurial au Québec, la municipalité de Notre-Dame-de-Bonsecours se constitue sur les territoires des anciennes seigneuries de L'Islet-Saint-Jean et de Bonsecours.
En 1877, la construction de l'église est retardée. Les plans sont alors donnés à un entrepreneur de Kamouraska, Cyrias Ouelet. Les plans et devis sont confiés à David Ouelet.
En 1950, la municipalité de village de L’Islet-Station se constitue sur les terres de la municipalité de Notre-Dame-de-Bonsecours, autour de l’endroit où arrête le train (d’où le nom L’Islet-Station).
En 1954, la municipalité de village de L’Islet-Station change de nom pour L'Isletville.
En 1966, la municipalité de village de L’Isletville obtient le statut de ville sous le nom de ville de l’Islet.

## Administration
| Période | Période | Identité              | Étiquette | Qualité |
| ------- | ------- | --------------------- | --------- | ------- |
| 1950    | 1953    | Léon Laberge          |           |         |
| 1953    | 1959    | Joseph Caron          |           |         |
| 1959    | 1965    | Robert Leclerc        |           |         |
| 1965    | 1967    | Olivier Deladurantaye |           |         |
| 1967    | 1977    | Frédéric Couillard    |           |         |
| 1977    | 1993    | André Journault       |           |         |
| 1993    | 2000    | Benoit Giard          |           |         |

## Chapelle Sainte-Anne
Le 18 juin 1894 à la sacristie de l'église se tient une assemblée de MM. François-Xavier Méhot, curé, offre à la fabrique de Saint-Eugène un terrain dans la paroisse pour ériger une chapelle à la bonne sainte Anne. Elle fut bénie le 4 novembre 1984 par le père Maricoux: 

« Le 4 novembre de l'an (1894) , je soussigné, délégué par M. le curé de St-Eugène, ai béni l'oratoire de Ste-Anne et la statue en bois doré de la bonne Ste-Anne, placée au sommet de cet oratoire. Cette bénédiction de l'oratoire et de la statue a servi de clôture à la retraite de 8 jours prêchée par les révérends P.P. Antonin Maricoux et J.A. Dallaire,O.P. »

## Fusion en une nouvelle municipalité
Le 1er janvier 2000, la ville de l’Islet fusionne avec deux autres municipalités issues de la municipalité originale de Notre-Dame-de-Bonsecours, L'Islet-sur-Mer et Saint-Eugène, pour constituer une nouvelle municipalité de L'Islet. Cette nouvelle municipalité de L’Islet couvre à peu près le même territoire que la municipalité originale de Notre-Dame-de-Bonsecours.

## Source
- La section historique du site de la municipalité de L'Islet
- Livre de Saint-Eugène